# Formicoxenus chamberlini
Formicoxenus chamberlini é uma espécie de formiga na família Formicidae e na subfamília Myrmicinae.
É endémica dos Estados Unidos da América.